# Vasilije Šijaković
Vasilije Šijaković, cyr. Bacилиje Шиjaкoвић (ur. 31 lipca 1929 w Nikšiciu, zm. 10 listopada 2003 w Belgradzie) – jugosłowiański piłkarz grający podczas kariery zawodniczej na pozycji obrońcy w klubach FK Beograd, Partizan Belgrad, Crvena zvezda Belgrad, OFK Beograd i Grenoble Foot 38 oraz w reprezentacji Jugosławii. Uczestnik mistrzostw świata 1958 i mistrzostw świata 1962.
W reprezentacji zadebiutował 17 listopada 1957 w meczu z Rumunią (2:0).